# Michel Pougheon
Michel Pougheon (ur. 26 stycznia 1943) – francuski lekkoatleta, który specjalizował się w rzucie oszczepem.
Srebrny medalista uniwersjady w 1967 w Tokio z wynikiem 70,34 (zwyciężył David Travis z rezultatem 76,64). Reprezentant Francji w meczach międzypaństwowych – także przeciwko drużynie Polski. Rekord życiowy: 80,48 (18 czerwca 1972, Paryż).
Wicemistrz Francji w rzucie oszczepem z 1973 i 1978 oraz brązowy medalista z 1970, 1972 i 1975.